# Mahavelona
Foulpointe (ou Mahavelona en malgache), est une commune rurale de Madagascar située dans la province de Toamasina.

## Histoire
Mahavelona était autrefois appelée Andranonampango. Son nom fut ensuite changé en « Foulpointe » à l'époque de la traite négrière par les traitants puis confirmé par la puissance coloniale. Le nom de Foulpointe qui reste couramment utilisé aujourd'hui, apparaît avec l'arrivée d'un bateau anglais dénommé Full sur la partie pointue de Mahavelona. Ce navire transportait des articles de cadeau (boite à musique, porcelaine, vêtements, ...).

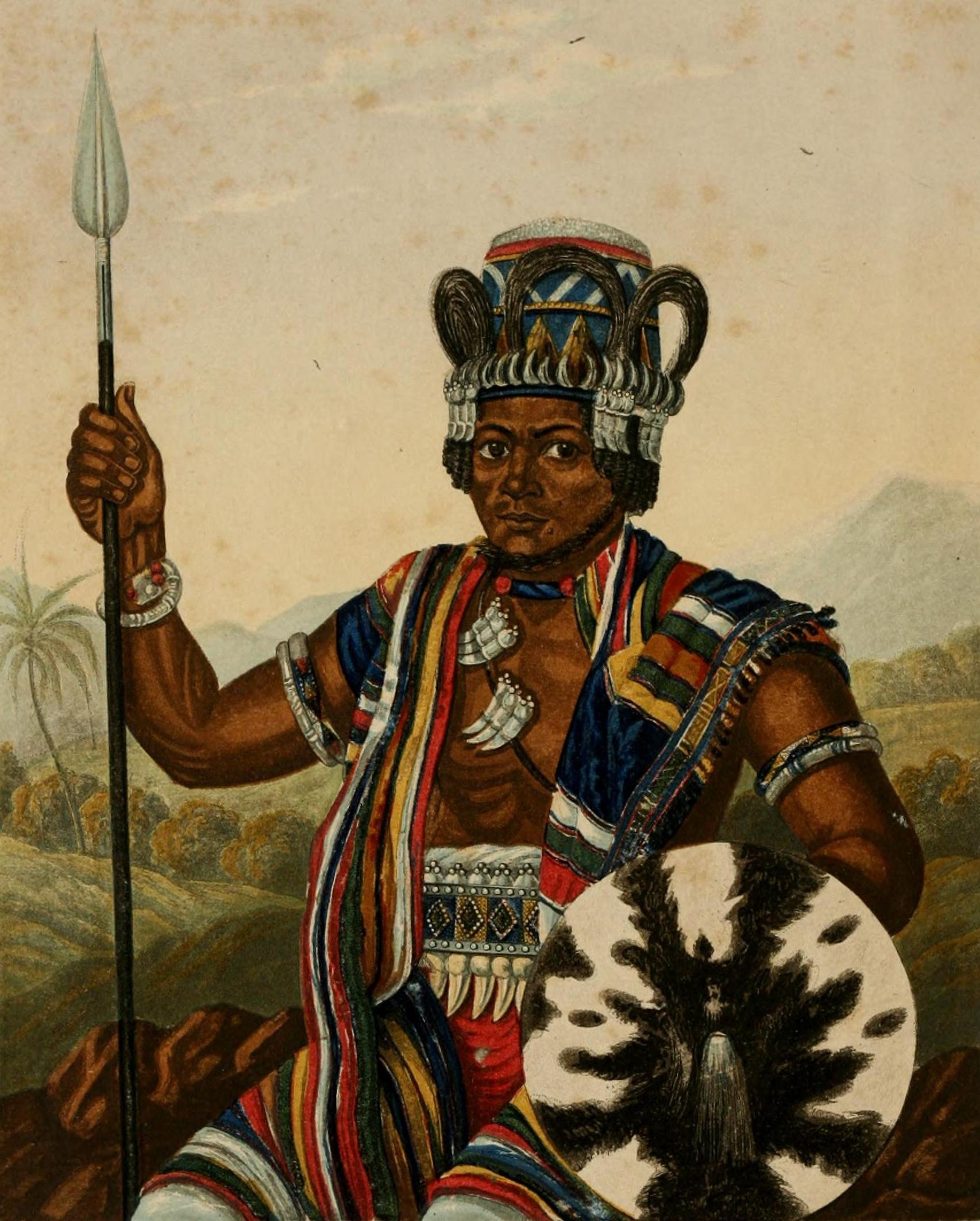
Rafaralahy, gouverneur Merina de la ville dans les années 1830.

Par la suite, et vu que Mahavelona était un point stratégique pour la défense contre toute attaque navale venant de l'Est ; le roi Radama Ier y construisit un fort connu sous le nom de fort Manda (Mandan'i Mahavelona). Sa forme arrondie permet à tous projectiles de suivre une trajectoire réfléchie en se retournant vers l'un des envoyeurs. Très astucieux et très ingénieux, le grand Fort était construit avec du corail, des œufs et possédait trois bâtiments : une caserne militaire, une cuisine et une prison. Un chemin souterrain et secret y existe. L'histoire confirme que lorsque les Français envahissaient le Fort, il n'y avait plus personne dans l'enceinte.
Foulpointe fut le centre de la traite négrière dans le sud-ouest de l'océan Indien en remplacement de la baie d'Antongil entre le milieu du XVIIIe siècle et la fin de celui-ci, quand Toamasina prit le relais à Madagascar.

## Économie
Mahavelona est de nos jours une destination touristique prisée à Madagascar. La beauté de sa plage, protégée par un récif corallien empêchant les requins de s'approcher des côtes, en fait une destination balnéaire très fréquentée, notamment par les habitants de Tamatave (ville se trouvant à moins de 60 km) qui viennent régulièrement s'y détendre les weekends et vacances scolaires.
De petits investisseurs étrangers contribuent au développement touristique de la ville incitant la plupart de ses habitants à se reconvertir dans ce secteur.
Il existe une offre appréciable d'hébergement avec de nombreux bungalows de différents standings allant du plus luxueux au plus simples (avec confort) à prix abordables. Les restaurateurs locaux offrent des produits bio et frais disponibles localement et font valoir le calme de la destination, comparativement aux stations balnéaires plus courues au nord de Madagascar (Nosy be, Mahajunga, Antsiranana).